# Огульцівська сільська рада
Огульцівська сільська́ ра́да — адміністративно-територіальна одиниця та орган місцевого самоврядування в Валківському районі Харківської області. Адміністративний центр — село Огульці.

## Загальні відомості
- Огульцівська сільська рада утворена в 1919 році.
- Територія ради: 41,06 км²
- Населення ради: 1 299 осіб (станом на 2001 рік)

## Населені пункти
Сільській раді підпорядковані населені пункти:
- с. Огульці

## Склад ради
Рада складається з 16 депутатів та голови.
- Голова ради: Марусяк Анатолій Петрович
- Секретар ради: Веретельник Алла Олександрівна

### Керівний склад попередніх скликань
| Прізвище, ім'я, по батькові  | Основні відомості                                                                       | Дата обрання | Дата звільнення |
| ---------------------------- | --------------------------------------------------------------------------------------- | ------------ | --------------- |
| Антоненко Василь Мефодійович | Голова сільради, 1899 року народження, член КПРС                                        | 1938         | 1963            |
| Коваленко Іван Адамович      | Сільський голова, 1952 року народження, член Народно-демократичної партії               | 26.03.2006   | 31.10.2010      |
| Марусяк Анатолій Петрович    | Сільський голова, 1957 року народження, освіта середня спеціальна, член Партії регіонів | 31.10.2010   |                 |

Примітка: таблиця складена за даними сайту Верховної Ради України

### Депутати
За результатами місцевих виборів 2010 року депутатами ради стали:

#### За суб'єктами висування
| Суб'єкт висування                                       | Кількість обраних депутатів | %    |
| ------------------------------------------------------- | --------------------------- | ---- |
| Партія регіонів                                         | 11                          | 68,8 |
| Самовисування                                           | 3                           | 18,8 |
| Політична партія Всеукраїнське об'єднання «Батьківщина» | 1                           | 6,3  |
| Політична партія «Сильна Україна»                       | 1                           | 6,3  |

#### За округами
| № округу                                                | Прізвище, ім'я, по батькові     | Дата визнання обраним | Освіта  | Партійна приналежність                        | Відомості про обраного депутата                                           |
| ------------------------------------------------------- | ------------------------------- | --------------------- | ------- | --------------------------------------------- | ------------------------------------------------------------------------- |
| Партія регіонів                                         |                                 |                       |         |                                               |                                                                           |
| 1                                                       | Шутченко Володимир Анатолійович | 02.11.2010            | середня | член Партії регіонів                          | приватний підприємець                                                     |
| 2                                                       | Діденко Микола Володимирович    | 02.11.2010            | середня | член Партії регіонів                          | Фермерське господарство «Едельвейс», голова господарства                  |
| 5                                                       | Певна Олена Олексіївна          | 02.11.2010            | вища    | член Партії регіонів                          | Огульцівський дошкільний навчальний заклад, вихователь                    |
| 6                                                       | Панасенко Катерина Василівна    | 02.11.2010            | вища    | позапартійна                                  | пенсіонер                                                                 |
| 7                                                       | Бойців Тетяна Леонідівна        | 02.11.2010            | середня | член Партії регіонів                          | пенсіонер                                                                 |
| 10                                                      | Веретельник Алла Олександрівна  | 02.11.2010            | вища    | член Партії регіонів                          | Огульцівська сільська рада, секретар                                      |
| 11                                                      | Ситник Михайло Олексійович      | 02.11.2010            | середня | член Партії регіонів                          | Южтрансстрой м. Харків, машиніст залізничного крану                       |
| 12                                                      | Омеляненко Тетяна Михайлівна    | 11.11.2013            | вища    | член Партії регіонів                          | Огульцівська ЗОШ I–III ст, директор                                       |
| 13                                                      | Цибульник Ірина Миколаївна      | 02.11.2010            | середня | член Партії регіонів                          | Огульцівська загальноосвітня школа І-ІІІ ст., завгосп                     |
| 14                                                      | Коваленко Валентина Олексіївна  | 10.06.2013            | вища    | член Партії регіонів                          | ДП «Харківське конструкторське бюро машинобудування», технічний працівник |
| 16                                                      | Власенко Надія Петрівна         | 02.11.2010            | вища    | член Партії регіонів                          | Огульцівська загальноосвітня школа І-ІІІ ст., вчитель                     |
| Політична партія Всеукраїнське об'єднання «Батьківщина» |                                 |                       |         |                                               |                                                                           |
| 9                                                       | Веретильник Людмила Миколаївна  | 02.11.2010            | вища    | член Всеукраїнського об'єднання «Батьківщина» | ПП «Лисенко», продавець                                                   |
| Політична партія «Сильна Україна»                       |                                 |                       |         |                                               |                                                                           |
| 15                                                      | Сумцов Олександр Миколайович    | 02.11.2010            | середня | член Політичної партії «Сильна Україна»       | ТОВ «Завод самохідних шасі», слюсар                                       |
| Самовисування                                           |                                 |                       |         |                                               |                                                                           |
| 3                                                       | Курибіда Василь Леонідович      | 02.11.2010            | середня | позапартійний                                 | Валківське АТП 16341, водій                                               |
| 4                                                       | Капанадзе Юрій Анзорович        | 02.11.2010            | середня | позапартійний                                 | Науково лікарський центр «Авіценна», бригадир                             |
| 8                                                       | Коноваленко Надія Олексіївна    | 02.11.2010            | вища    | позапартійна                                  | Огульцівська загальноосвітня школа І-ІІІ ст., вчитель початкових класів   |